# Gorki (Burkina Faso)
Pour les articles homonymes, voir Gorki (homonymie).
Gorki est une commune rurale située dans le département de Bokin de la province du Passoré dans la région Nord au Burkina Faso.

## Géographie
Gorki est situé à 9 km au nord-ouest du centre de Bokin, le chef-lieu du département, à 5 km à l'est de Tengand-Tanga et à environ 50 km à l'est de Yako. Le village se trouve sur la rive gauche du fleuve Nakembé, dont il constitue un passage à gué vers Dakouli.

## Santé et éducation
Le centre de soins le plus proche de Gorki est le centre de santé et de promotion sociale (CSPS) de Tengand-Tanga tandis que le centre médical avec antenne chirurgicale (CMA) de la province se trouve à Yako.